# E692

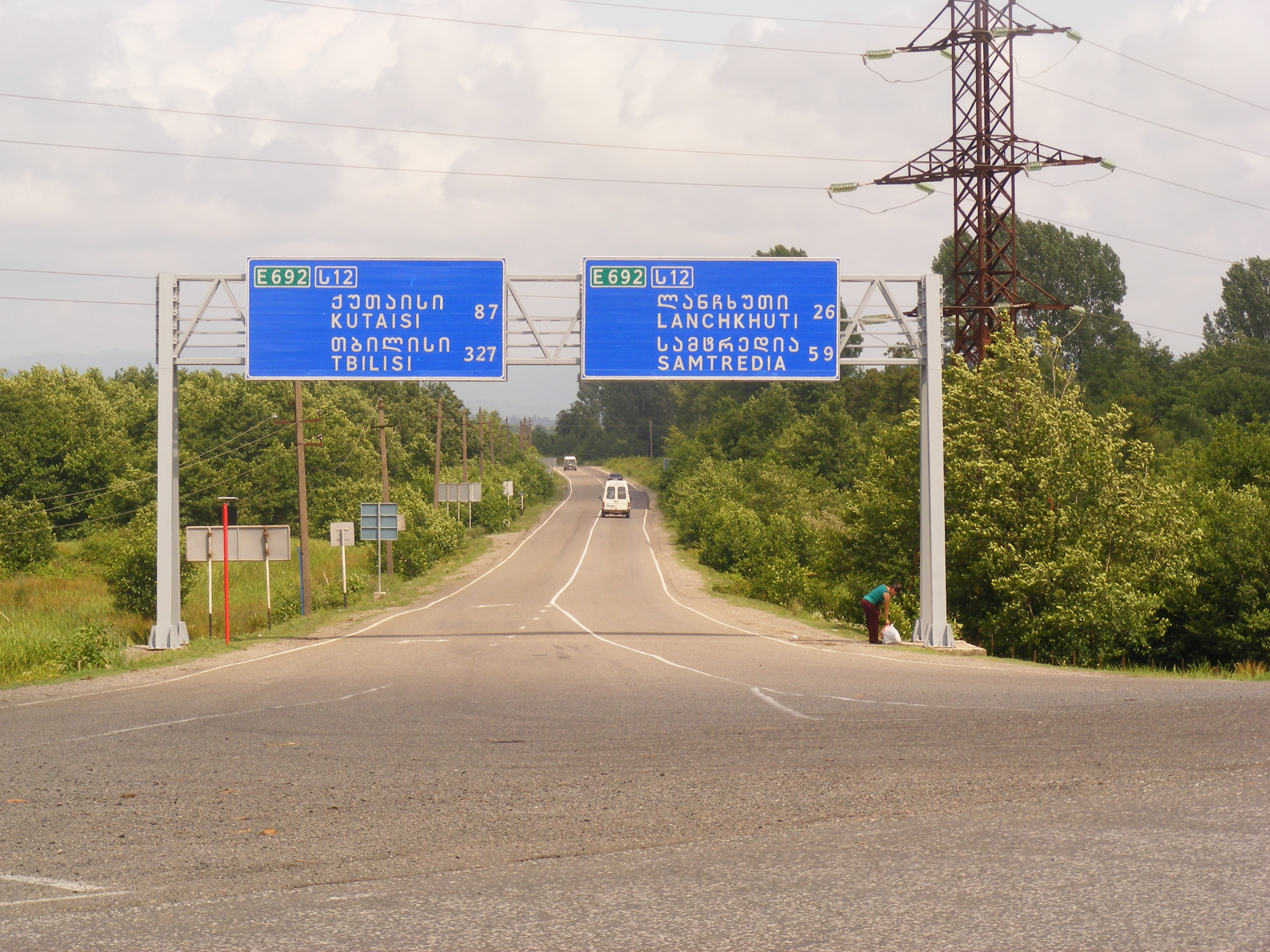
E692 vid Grigoleti

E692 eller Europaväg 692 är en europaväg som går mellan Batumi och Samtredia i Georgien. Längd 100 km.

## Sträckning
Batumi - Samtredia

## Standard
Vägen är landsväg. 

## Anslutningar till andra europavägar
- E60
- E70